# Nieuwezijds Voorburgwal 67
Nieuwezijds Voorburgwal 67 is een gebouw in Amsterdam-Centrum.
Het gebouw staande op dit adres bestaat uit twee totaal verschillende eenheden aan de Nieuwezijds Voorburgwal, die allebei rijksmonument zijn.

## Oorspronkelijk gebouw 67
Het oorspronkelijke gebouw dat al sinds die invoering van straatnummering nummer 67 draagt bestaat uit een gebouw uit begin 19e eeuw, dat in het monumentenregister is omschreven als "Pand met gevel onder rechte lijst". Het gebouw is een typisch grachtenpand, dat gebouwd werd toen de Nieuwezijds Voorburgwal nog een gracht was. Het gebouw is sinds 13 oktober 1970 een rijksmonument.

## 't Kasteel van Aemstel
Op de aanpalende huisnummers 69, 71 en 73 stonden soortgelijke panden, zoals op oude foto’s te zien is. Deze werden in 1903 gesloopt om plaats te maken voor het gebouw dat haar naam in de gevel draagt: 't Kasteel van Aemstel. Oorspronkelijk werd het neergezet voor de vestiging van een drukkerij, maar in de jaren tachtig omgebouwd tot hotel, waarvan de hoofdingang echter in het oorspronkelijke gebouw 67 geplaatst is. De naam van het hotel verwijst nog naar de drukkerij: INK-Hotel. Dit gebouw werd “pas” op 6 april 2004 een rijksmonument.